# Abel (król duński)
Abel (ur. ?, zm. 29 czerwca 1252) – książę Szlezwiku od 1232, król duński w latach 1250-1252, syn Waldemara II Zwycięskiego i Berengárii portugalskiej.
W roku 1237 Abel ożenił się z Matyldą, córką holsztyńskiego hrabiego Adolfa IV. Od tego momentu pod wpływem żony polityka króla była zorientowana na południe (Niemcy); m.in. niemieckim miastom Hamburgowi, Lubece, Rostockowi i Wismarowi zrzeszonym w rozwijającej się od 1241 Hanzie Abel udzielił rozszerzonego dostępu do duńskich portów i rynku rybnego. 
Gdy na tron Danii wstąpił jego brat Eryk IV, Abel rozpoczął trwającą wiele lat wojnę domową. Wojna ta zakończyła się w 1250, gdy król zginął w podejrzanych okolicznościach podczas uczty u Abla. Abel wstąpił więc na tron w atmosferze podejrzeń o zamordowanie swojego brata – powstało o nim wtedy powiedzenie "Abel z imienia, Kain z uczynków" (duń. Abel af navn, Kain af gavn).
Panowanie Abla trwało ok. półtora roku. Podwyższenie podatków spowodowało powstanie Fryzów; skierowana przeciwko nim wyprawa zbrojna poniosła klęskę w 1252 pod Oldenswort, a Abel został zamordowany przez kołodzieja Hennera na moście Husum koło Eiderstedt podczas ucieczki z pola przegranej bitwy. 
Jego starszy syn, kilkunastoletni Waldemar, przebywał wówczas na studiach w Paryżu. Podczas powrotu został wzięty do niewoli przez biskupa Kolonii, a sytuację wykorzystał brat Abla, Krzysztof I, który ogłosił się królem. Wobec wewnętrznych niepokojów został jednak zmuszony do mianowania Waldemara księciem Szlezwiku rok później, co wywarło znaczący wpływ na południową granicę Danii aż po dziś dzień.